# Исо-Сиеминки
Исо-Сиеминки — пресноводное озеро на территории Кестеньгского сельского поселения Лоухского района Республики Карелии и сельского поселения Алакуртти Кандалакшского района Мурманской области.

## Общие сведения
Площадь озера — 9,3 км², площадь водосборного бассейна — 69,1 км². Располагается на высоте 264,9 метров над уровнем моря.
Форма озера лопастная, продолговатая: оно почти на восемь километров вытянуто с севера на юг. Берега изрезанные, каменисто-песчаные, преимущественно возвышенные.
Из залива на северной стороне озера вытекает река Сиеминкийоки, впадающая с правого берега в реку Кутсайоки, впадающую в реку Тумчу.
В южный залив Исо-Сиеминки впадает протока, вытекающая из озера Вяхяйнен-Сиеминки.
В озере расположено более четырёх десятков островов различной площади, рассредоточенных по всей площади водоёма. Один из наиболее крупных — Лехтосаари.
Населённые пункты и автодороги вблизи водоёма отсутствуют.
Код объекта в государственном водном реестре — 02020000511102000001212.